# Sainte-Marguerite-Marie (Lac-Saint-Jean)
Pour les articles homonymes, voir Sainte-Marguerite-Marie.
Sainte-Marguerite-Marie est un ancien village du Québec, situé dans la municipalité régionale de comté de Maria-Chapdelaine, dans la région administrative du Saguenay–Lac-Saint-Jean.